# دختر دل‌شیفته
دختر دل‌شیفته (انگلیسی: Groupie Girl) یک فیلم درام به کارگردانی درک فورد است که در سال ۱۹۷۰ منتشر شد. از بازیگران آن می‌توان به جیمز بک و دونالد سامپتر اشاره کرد.